# Пемба север
Северна Пемба је један од 26 административних региона у Танзанији. Главни град региона је Вете. Регион обухвата северни део острва Пемба које се налази у Индијском океану 50 км источно од обале Танзаније наспрам региона Танга. Површина региона је 574 km².
Према попису из 2002. године у региону Пемба север је живело 186 013 становника.

## Дистрикти
Регион Северна Пемба је административно подељен на 2 дистрикта: Вете и Мичевени.